# Aşağıkuyulu, Ergani
Aşağıkuyulu là một xã thuộc huyện Ergani, tỉnh Diyarbakır, Thổ Nhĩ Kỳ. Dân số thời điểm năm 2008 là 869 người.